# Harper (Liberia)
Pour les articles homonymes, voir Harper.
Harper est une ville du Liberia et la capitale du comté de Maryland. Elle est située sur le cap des Palmes, à l'extrême sud du pays et à 404 km de Monrovia. Sa population s'élevait à 17 837 habitants au recensement de 2008.

## Histoire
La ville a été nommée en l'honneur de Goodloe Robert Harper, un homme politique américain, membre de l’American Colonization Society. C'est lui qui proposa de donner le nom de « Liberia » à la colonie africaine de l’American Colonization Society.
Avant les guerres civiles du Liberia (entre 1989 et 2003), Harper était un important centre administratif. Depuis, Harper se reconstruit peu à peu, mais sans eau ni électricité.
Un des enfants les plus célèbres de la ville est l'ancien président du Liberia William Tubman, qui y est né. Un personnage tristement célèbre originaire de la ville est l'ancien ministre libérien de l'Intérieur par intérim Marias, un ancien chef de guerre de Charles Taylor, responsable du massacre de la River-Gee, en avril 2003.

## Religion
Harper est le siège du diocèse catholique du Cap des Palmes.

## Transports
Des liaisons par bateau sont assurées entre Harper et Monrovia via Greenville. Ce voyage peut prendre de trois à six jours selon le vent et les intempéries. Un bateau des Nations unies effectue la liaison entre Harper et Monrovia tous les quinze jours.
Depuis la Côte d'Ivoire, Harper est accessible à partir de Tabou.
Harper possède un aéroport (Cape Palmas, code AITA : CPA).

## Tourisme
Harper n'offre aucun hôtel et seulement des pensions et des restaurants de catégorie inférieure. Ses magnifiques plages s'étendent sur des kilomètres des deux côtés de la ville et sont baignées toute l'année par les eaux chaudes de l'océan Atlantique. Les poissons y sont en abondance, ainsi que les baleines, les dauphins et les grandes huîtres.